# Salpesia squalida
Salpesia squalida là một loài nhện trong họ Salticidae.
Loài này thuộc chi Salpesia. Salpesia squalida được Eugen von Keyserling miêu tả năm 1883.